# アオネカズラ
アオネカズラは、着生植物になるシダ類で、根茎がきれいな青緑になるのが特徴である。観賞用に栽培されることがある。

## 特徴
アオネカズラ(Polypodium nipponicum Mett.)は、シダ植物門ウラボシ科エゾデンダ属のシダ類で、柔らかな葉と鮮やかな根茎の色が特徴のシダ植物である。青根葛の名前もこれによる。
根茎は長く横に這い、枝分かれして、まばらに葉をつける。根茎はやや肉厚で、径4-5mm、緑色からやや白みを帯びた緑色で、褐色の鱗片がまばらにつく。
葉は冬緑性（夏に落葉する）で、一回羽状に深く裂ける。葉柄はやや褐色で7-15cm、葉身は15-20cm。小葉は15-25対、主軸に対してほぼ直角に広がり、先端はややとがる。葉質は柔らかく、少し厚手で、淡緑色。葉の表面には、特に裏側には細かい毛が多く、表面にはつやがないのがなおさら葉の柔らかな感じを強める。
胞子嚢群は円形、若い時は黄色く、各羽片の裏側、やや主軸沿いに並ぶ。

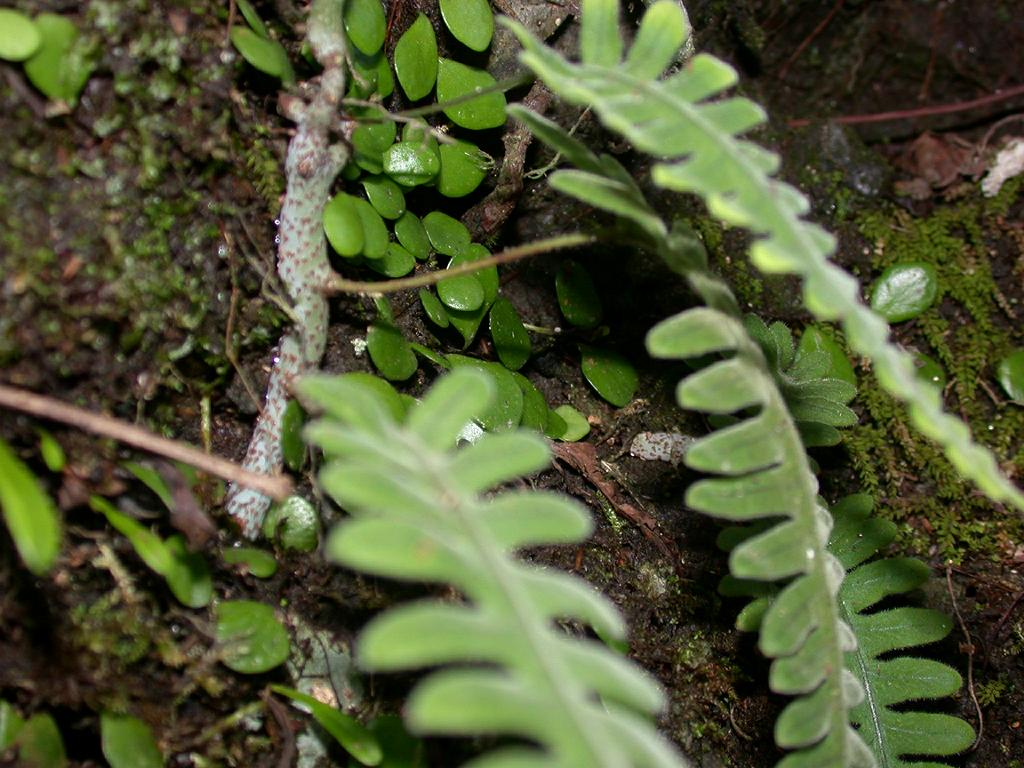
アオネカズラの匍匐茎・周囲の丸い葉はマメヅタ

## 生育環境と分布
低山の樹木の幹や岩に着生する。
日本では関東以西の本州、四国、九州に分布、国外では中国南部からも知られる。ただし、国内の分布地では数を減らしている例が多い。

## 近縁種
同属には日本で7種が知られるが、特によく似ているのは以下の種である。
- アマミアオネカズラ P. amamianum Tagawa：アオネカズラに似ているが、根茎の鱗片の形に違いがある。奄美群島の固有種だが、別種と見なすべきかどうかに議論がある。
- タイワンアオネカズラ P. formosanum Baker：アオネカズラに似るが葉の裏側がほとんど無毛。日本では屋久島と西表島から知られ、中国と台湾に分布する。こちらの方がよく栽培されるが、葉の柔らかな感じではアオネカズラの方が勝るとも。

## 利用
大柄な着生植物で、葉の緑、根茎の緑が美しく、鑑賞価値が高いため、ヘゴ板につけるなどしてよく栽培される。
しかしそのため、野外では採取されてしまうことが多く、各地で希少になっている。